# Kemal Valjevčić
Kemal Valjevčić (Sarajevo, 13. srpnja 1988.-) je bosanskohercegovački pisac i pjesnik.

## Životopis
Kemal Valjevčić se rodio u Sarajevu, od oca Sejada i majke Kimete. Osnovnu školu je pohađao u OŠ "Fatima Gunić" i "Osmoj osnovnoj školi". Srednju školu je također završio u Sarajevu, gdje je pohađao Elektrotehničku školu za energetiku. Nakon završenog srednjeg obrazovanja upisuje Fakultet političkih nauka, Univerziteta u Sarajevu, smjer Socijologije. Nakon tri godine stječe zvanje bakalearus sociologije, te nakon dodatne dvije godine i zvanje magistar sociologije-opći smjer.
Pisanjem se bavi dugi niz godina. Uređivao je školske časopise, te od djetinstva pokazivao talenat i interes za pisanje. Autor je dvije knjige. Prva, zbirka poezije: "Putem inspiracije", objavljena u prosincu 2014. godine. Druga knjiga u formi priča, nazvana: "Iza beskonačnosti", objavljena je u prosincu 2017. godine. U prvoj knjizi, nalaze se pjesme o prirodi, ljubavi, Kemalovim razmišljanjima o svijetu koji nas okružuje. Druga knjiga govori o odrastanju u ratnom i poslijeratnom Sarajevu, o životu, te sadrži niz motivacijskih govora. Knjige na upečatljiv, jedinstven način govore o bosanskohercegovačkoj stvarnosti.
Dobitnik je prve nagrade na međunarodnom književnom natječaju "Musa Ćazim Ćatić" za najbolju pjesmu u 2018. godini. Kroz svoj književni rad Kemal je surađivao s Ratkom Orozovićem, proslavljenim književnikom i filmskim, televizijskim i kazališnim redateljem, zatim s Martinom Mlinarević, jednom od najpoznatijih bosanskohercegovačkih spisateljica i kolumnistica, te i s drugim, ne manje važnim, piscima, pjesnicima i umjetnicima. Njegove pjesme i priče su objavljivane u raznim kulturnim časopisima, zbornicima radova i portalima. Član je književnog udruženja "Snješka" (društvo bosansko-češkog prijateljstva), koje promiče pisanu riječ. Kemal je svojim djelovanjem i svojim knjigama doprinio razvoju bosanskohercegovačkoj književnosti i cjelokupno kulture, te približavanju knjige, prije svega, mladim osobama. Pripada mladim pjesnicima i piscima iz Bosne i Hercegovine.
Živi i radi u Sarajevu, Bosni i Hercegovini.

## Djela
- Zbirka poezije „Putem inspiracije“, prosinac 2014.
- Knjiga „Iza beskonačnosti“, prosinac 2017.